# Mike Green (koszykarz ur. 1951)
Michael „Mike” Kenneth Green (ur. 6 sierpnia 1951 w McComb, zm. 25 września 2018) – amerykański koszykarz, występujący na pozycjach silnego skrzydłowego oraz środkowego.

## Osiągnięcia
Na podstawie, o ile nie zaznaczono inaczej.
NCAA
- Uczestnik turnieju NCAA Dywizji II (1971)
- Mistrz konferencji Gulf States (1970, 1971)
- Zawodnik Roku Konferencji Southland (1973)[3]
- Wybrany do:
  - składu All-American (3x)
  - składu konferencji (4x)
  - Galerii Sław Sportu:
    - stanu Luizjana (1996)[4]
    - uczelni Louisiana Tech (2015)

ABA
- Uczestnik meczu gwiazd ABA (1975)[5]
- Zaliczony do I składu debiutantów ABA (1974)[6]